# Milo Milunović
Milo Milunović, en serbe cyrillique Мило Милуновић (né à Cetinje le 18 août 1897- mort à Belgrade le 11 février 1967) était un peintre serbe et monténégrin. Il fonda l'Académie des Beaux-Arts de Belgrade en 1937 et devint membre de l'Académie serbe des sciences et des arts en 1958. Sur le plan du style, sa peinture oscille entre l'impressionnisme et le cubisme.

## Biographie
Milo Milunović est né à Cetinje dans le Monténégro mais il fit ses études à Shkodër, Monza et Florence, où il suivit les cours d'Augusto Giacometti. Il vint plus tard étudier à Paris. 
Pendant la Première Guerre mondiale, il rejoignit l'armée du Monténégro. Puis, de 1919 à 1922, il vécut à Paris, où il se familiarisa avec les œuvres de Cézanne. 
Il passa l'année 1923 à Prčanj, où il peignit des fresques pour l'église locale. De 1924 à 1926, il vécut à Zagreb, à Paris et finalement à Belgrade, où, avec deux collègues, il fonda l'Académie des Beaux-Arts de la ville. Entre 1926 et 1932, il peignit de nombreuses compositions qui remportèrent beaucoup de succès, dont la Nature morte au violon ; pour la plupart, elles étaient de style impressionniste. 
Après la Seconde Guerre mondiale, avec son compatriote, le peintre Petar Lubarda, il ouvrit une école d'Art à Cetinje.
En 1950, il devint membre associé de l'Académie serbe des sciences et des arts et il en devint membre de plein droit en 1958.
Beaucoup de ses compositions sont conservées au Musée National et au Musée d'Art moderne de la ville de Belgrade.

## Peintures
Parmi les compositions célèbres de Milo Milunović, on peut mentionner son Autoportrait. 
Dans l'ensemble, ses œuvres se caractérisent par une approche rationaliste de la peinture, notamment dans la composition. On peut prendre pour exemple de cette tendance la Nature morte au violon (1930), conservée au Musée National. 
Cette approche a conduit Milo Milunović vers l'abstraction, comme en témoigne la toile intitulée Tragični suton datée de 1965 ou la toile intitulée Vrsa, datée de 1967, l'année même de la mort de l'artiste. 
En revanche, dans d'autres œuvres, son style fait plutôt penser à l'impressionnisme et Milo Milunović se rapproche même parfois du fauvisme. On peut songer à l'une de ses toiles les plus célèbres, Devant la mer